# Incendio en San Francisco de 2010

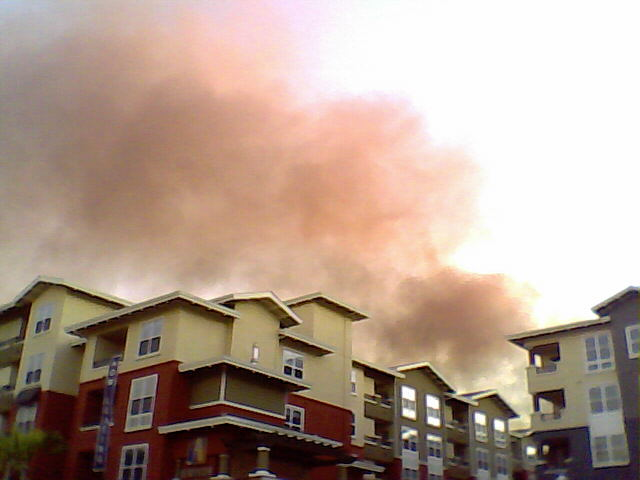
Humo en una zona residencial debido a la explosión.

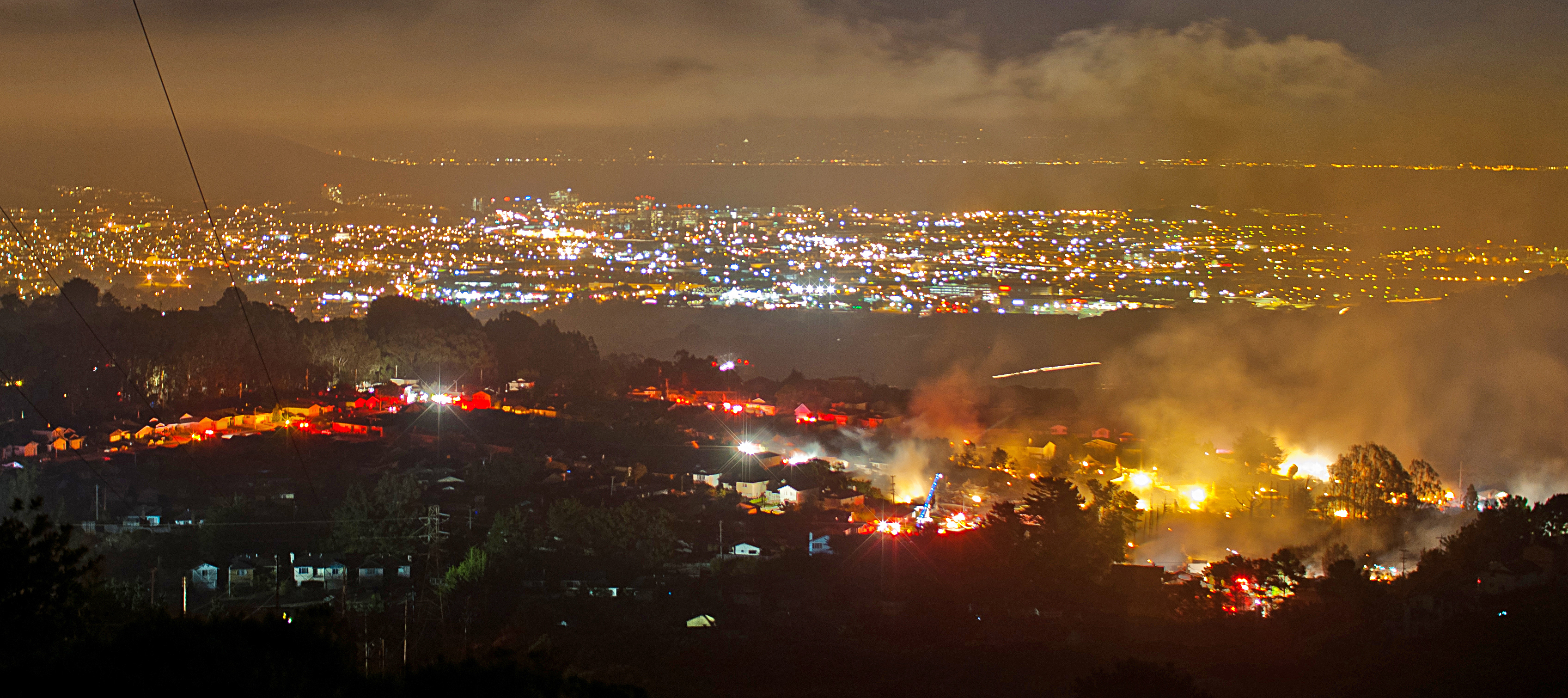
Vista del incendio en la noche.

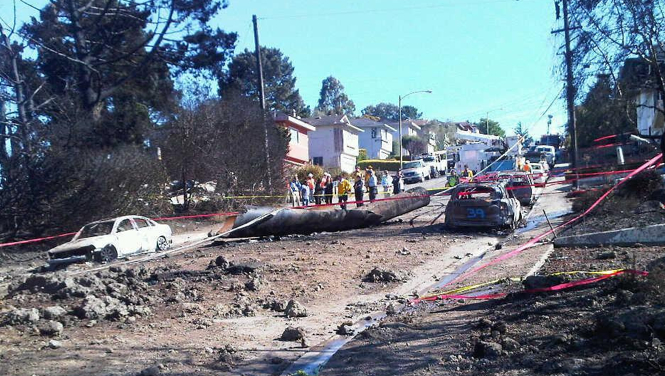
Restos del gasoducto tras la explosión.

El incendio en San Francisco de 2010 empezó el 9 de septiembre de 2010, tras una explosión de un gasoducto ubicado en San Bruno, un suburbio de San Francisco, California, con una gran explosión a las 6:11 p. m. PDT en un barrio residencial a 2 millas al oeste del Aeropuerto Internacional de San Francisco cerca de Skyline Boulevard y San Bruno Drive. El centro se encuentra ubicado entre Claremont Dr. y Earl Ave. cerca de Glenview Dr.
Al menos siete personas fallecieron, otras seis personas desaparecidas y muchas personas resultaron heridas. Al menos 53 casas fueron completamente destruidas por las llamas y más de 170 resultaron dañadas.
Según una fuente del Pacific Gas and Electric Company la explosión fue causada por una fuga de la línea de gas natural número 132, una tubería de 16 a 24 pulgadas de diámetro, sin embargo a las 9:00 P. m. hora local, un portavoz de la PG&E dijo a la televisión local "En este momento no se sabe cual fue la causa. Ahora nuestra prioridad es que esta zona sea segura." y que aún se sigue investigando la causa de la explosión.

## Explosión
La explosión de gas natural ocurrió a las 6:11 p. m. PDT (UTC-7),  sin embargo hasta el momento se desconoce la causa. Ha causado al menos la pérdida de vida de 7 personas y alrededor de 170 viviendas fueron dañadas o destruidas y el incendio posterior envolvió la zona residencial cercana a San Francisco. El Servicio Geológico de los Estados Unidos registró la explosión y el resultado de la onda expansiva provocó un seísmo de 1.1.

## Esfuerzos
La Cruz Roja puso a disposición un centro de evacuación en el Veterans Memorial Recreation Center, ubicado en 251 City Park Way en Crystal Springs Road en San Bruno.
Centros de Sangre del Pacífico enviaron un aviso de emergencia para la donación de sangre, especialmente del tipo O negativo, para las personas heridas de la explosión de San Bruno. También se le pidió a los hospitales donar sangre O negativo a las personas necesitadas.

## Efecto
El Distrito Escolar de San Bruno Park anunció que todas sus escuelas elementales, incluyendo a Parkside Junior High, estarían cerradas el viernes, sin embargo Capuchino High School mantendría sus puertas abiertas.

### Vídeos
- Vídeo de testigos en YouTube
- Vídeo desde un helicóptero en YouTube

- Datos: Q4618322
- Multimedia: 2010 San Bruno explosion and fire / Q4618322